# Gamma Scuti
Gamma Scuti (γ Sct, γ Scuti) este o stea în constelația Scutul.

## Descriere
Gamma Scuti este o sub-gigantă albă de tip spectral A1 și de magnitudine aparentă +4,67.
Se află la o distanță de circa 291 de ani-lumină de Pământ.
Constelația este definită aproximativ de cei doi aștri ai săi, de magnitudinea a patra: Alpha și Beta Scuti (respectiv 3,85 și 4,22), care se găsesc la marginile de nord și de sud ale roiului de stele din Scutul lui Sobieski, Roiul Raței Sălbatice (Messier 11), o pată luminoasă vizibilă cu ochiul liber în Calea Lactee, la sud de constelația Vulturul (în latină: Aquila).